# Notholca squamula
Notholca squamula är en hjuldjursart som först beskrevs av Müller 1786.  Notholca squamula ingår i släktet Notholca och familjen Brachionidae. Inga underarter finns listade i Catalogue of Life.